# Болтон, Уолтер
Уолтер Джеймс Болтон (англ. Walter James Bolton; 13 августа 1888 — 18 февраля 1957) — житель Новой Зеландии, фермер, который был признан виновным в убийстве собственной жены. Он стал последним человеком, который был казнён в Новой Зеландии до полной отмены смертной казни в этой стране.

## Биография
Уолтер Болтон женился на Беатрис Мейбл Джонс в 1913 году. 11 июля 1956 года после долгой и изнурительной болезни Беатрис Болтон скончалась. Было проведено вскрытие, и врачи обнаружили следы мышьяка в её теле. Полицейское расследование было начато. Болтон был обвинён в убийстве жены в сентябре.
Обвинение утверждало, что Болтон завёл роман с сестрой Беатрис, Флоренцией, которая переехала к сестре, чтобы заботиться о ней. Предполагалось, что Болтон отравил свою жену мышьяком именно из-за этого. Адвокат Болтона утверждал, что Беатрис могла быть отравлена случайно, ввиду того что мышьяк находился в системе водоснабжения. Вода на ферме Болтона была проверена. Действительно, было признано, что вода содержит мышьяк. Частицы мышьяка были также найдены в организме Болтона и в организме его дочери. Несмотря на всё это, жюри присяжных признало его виновным в убийстве жены. Болтон был приговорён к смертной казни и повешен 18 февраля 1957 года в тюрьме. В скором времени Лейбористская партия Новой Зеландии пришла к власти в результате выборов. Смертная казнь была отменена и более никогда не вводилась.
До сих пор не утихают споры, был ли Болтон виновен. Борьбу за реабилитацию отца в настоящее время ведёт его сын, Джеймс. Существуют версии о том, что жена Болтона покончила с собой. Кроме того, существует предположение, что убийство совершила её сестра (она покончила с собой спустя год после казни Болтона) и что это было не первое совершённое ею убийство с помощью отравления.